# Coronella girondica
Il colubro di Riccioli (Coronella girondica) è una specie non velenosa di serpente della famiglia dei Colubridi, diffusa in Europa meridionale e in Nordafrica.

## Distribuzione
Si trova in Spagna, Portogallo, Francia meridionale, Italia, Marocco, Algeria e Tunisia.

## Habitat
I suoi habitat sono foreste temperate, macchia mediterranea, aree rocciose, pascoli e aree coltivate.

## Stato di conservazione
Questa specie è considerata a rischio minimo (least concern, LC) sulla Lista rossa delle specie minacciate della IUCN (v3.1, 2001).
La principale minaccia proviene dalla distruzione dell'habitat.